# Khoiba
Khoiba je česká hudební skupina, která ve své hudbě dává dohromady zvuk elektroniky a melodických kytar, které v kombinaci s downtempovou rytmikou tvoří výjimečnou atmosféru. Khoiba sama popisuje svůj styl jako „atmosferický pop plný melancholie a pozitivních emocí“.

## Historie
Kapela Khoiba vznikla v roce 2002 po odchodu zpěvačky Emy Brabcové a kytaristy Filipa Míška z kapely Roe-Deer. Sestavu doplňuje Petr Šámal (baskytara), za bicí soupravou se nejdříve objeví Jan Malich, později Yonathan Omer aka Drumkid (bicí). Na začátku roku střídá Yonathana Omera Honza Janečka ze Southpaw. Bubeníci však nikdy nejsou členy kapely, jsou jen hostujícími muzikanty. V současnosti se všichni členové kapely věnují exkluzivně činnosti v Khoibě.
5. května 2008 se Ema Brabcová rozhodla opustit skupinu Khoiba, Filip Míšek s Petrem Šámalem se rozhodli v činnosti pod hlavičkou kapely nadále nepokračovat. Na konci roku 2010 se Ema Brabcová vrací na scénu s vlastním projektem LUNO, se kterým vydala eponymní album LUNO. Filip Míšek pokračuje v sólovém projektu Dikolson a v dubnu 2011 vydává album The Bear is Sleeping Now.
14. ledna 2017 ohlásila skupina na Facebook profilu návrat ve složení Filip Míšek a Ema Brabcová. 14. dubna 2017 vyšel u Minority Records nový singl "Stoke the Fire", další singl v pořadí s názvem "Log" pak 22. března 2019. Třetí studiová deska vyšla pod eponymním názvem Khoiba.
Vznik čtvrtého studiového alba začal již v roce 2019 krátce po vydání předchozího alba na chatě. I když pandemie způsobila přerušení práce, oba umělci našli čas na rozvoj svých individuálních projektů. Filip se věnoval svému druhému sólovému albu Unbelievable Friendship a Ema se začala více zaměřovat na experimentování s krabičkami a loopery. Na podzim 2021 se pak znovu sešli, aby pokračovali v práci na albu, které pak vyšlo 4. dubna 2023 pod názvem Vertical Urgencies.

## Členové
- Filip Míšek — kytara, loops, keyboards
- Ema Brabcová — zpěv, keyboards

### Hostující muzikanti
- Jan Malich — drumkid - ex-drums
- Yonathan Omer — drumkid - ex-drums (Al-Yaman,Steakhouse Orchestra)
- Jan Janečka — drumkid - drums (Southpaw)

### Bývalí členové
- Petr Šámal — baskytara, keyboards

## Diskografie

### Studiová alba
- 2004: Nice Traps (Globus music)
- 2007: Mellow Drama (Globus music)
- 2019: Khoiba (Minority Records)
- 2023: Vertical Urgencies (Khoiba)

### DVD
- 2006: Torturism (Globus music)

### EP
- 2002: Dilemma (Globus music)
- 2003: That Reason (Globus music)
- 2005: That Reason (Mole Listening Pearls)
- 2005: It's All Recorded (Globus music)